# Ешилпинар (станція метро)
41°04′56″ пн. ш. 28°55′06″ сх. д. / 41.08229° пн. ш. 28.91829° сх. д.
Ешилпинар (тур. Yeşilpınar) — метростанція на лінії М7 Стамбульського метро.
Станцію було відкрито 28 жовтня 2020

Розташування:  мікрорайон Ешилпинар району Еюпсултан, під бульваром Ататюрка. 
Станція має 3 входи, від входу 2 та 3 працюють ексколатори ескалаторів, від входу 1 курсує ліфт.
Крім того, на станції є підземний паркінг на 269 автівок.
Конструкція: колонна трипрогінна станція мілкого закладення типу горизонтальний ліфт з однією острівною прямою платформою.
Пересадки
- Автобуси: 36T, 39D, 39O, 39Y, 47, 47K, 47L, 47N, 48Y, 49, 49M, 49T, 49Y, 49Z, 94Y, 99Y
- Маршрутки: Гюзельтепе - Істоч, Аксарай-Карайоллари Махаллесі, Шишхане-Юнус Емре Махаллесі, Шишлі-Юнус Емре Махаллесі, Шишхане-Віаланд, Шишлі-Віаланд

| Попередня станція                                   | Лінія | Лінія                           | Лінія | Наступна станція             |
| --------------------------------------------------- | ----- | ------------------------------- | ----- | ---------------------------- |
| Вейсел Карані - Акшемсеттін до Шишлі — Меджидієкьой |       | M7 (Стамбульський метрополітен) |       | Кязим Карабекір до Махмутбей |